# Paracoptochirus singularis
Paracoptochirus singularis is een keversoort uit de familie bladsprietkevers (Scarabaeidae). De wetenschappelijke naam van de soort is voor het eerst geldig gepubliceerd in 1868 door Harold.